# Ksi (kyrilliska)
Ksi (Ѯ, ѯ) är en bokstav i det tidiga kyrilliska alfabetet. Bokstaven kan liknas med den grekiska Xi (Ξ, ξ), och användes i huvudsak till grekiska lånord, speciellt ord rörande kyrkan.
Bokstaven försvann ifrån rysk ortografi tillsammans med psi, omega och jus år 1708. 
Om ksi används som en siffra så representerar bokstaven talet "60".

## Teckenkoder i datorsammanhang
| Teckenkoder        | Versal: Ѯ                   | Gemen: ѯ                  |
| ------------------ | --------------------------- | ------------------------- |
| Namn (Unicode)     | CYRILLIC CAPITAL LETTER KSI | CYRILLIC SMALL LETTER KSI |
| Kodpunkt (Unicode) | U+046E                      | U+046F                    |
| HTML               | &#1134;                     | &#1135;                   |